# Sněžnický potok
Sněžnický potok (německy Dürre Biele) je potok v Ústeckém kraji v Česku a v Zemském okrese Saské Švýcarsko-Východní Krušné hory v Německu. Je dlouhý 4,8 km (v ČR 3,25), plocha povodí činí přibližně 7 km² a vlévá se do Bělé jako pravostranný přítok.

## Průběh toku
Pramení na západním svahu Děčínského Sněžníku (723 m) v nadmořské výšce 665 metrů pod komunikací vedoucí k jeho vrcholu. Po šesti set metrech se dostává do obce Zadní Ves a mění směr ze západního na svůj dominantní, severozápadní. Po necelém kilometru obec opouští v lesích. V nich přitéká do bezejmenného rybníka a vtéká na území Německa. Zde se zařezává do pískovcového údolí a vlévá se do říčky Bělé v nadmořské výšce 412 metrů.

## Fotogalerie

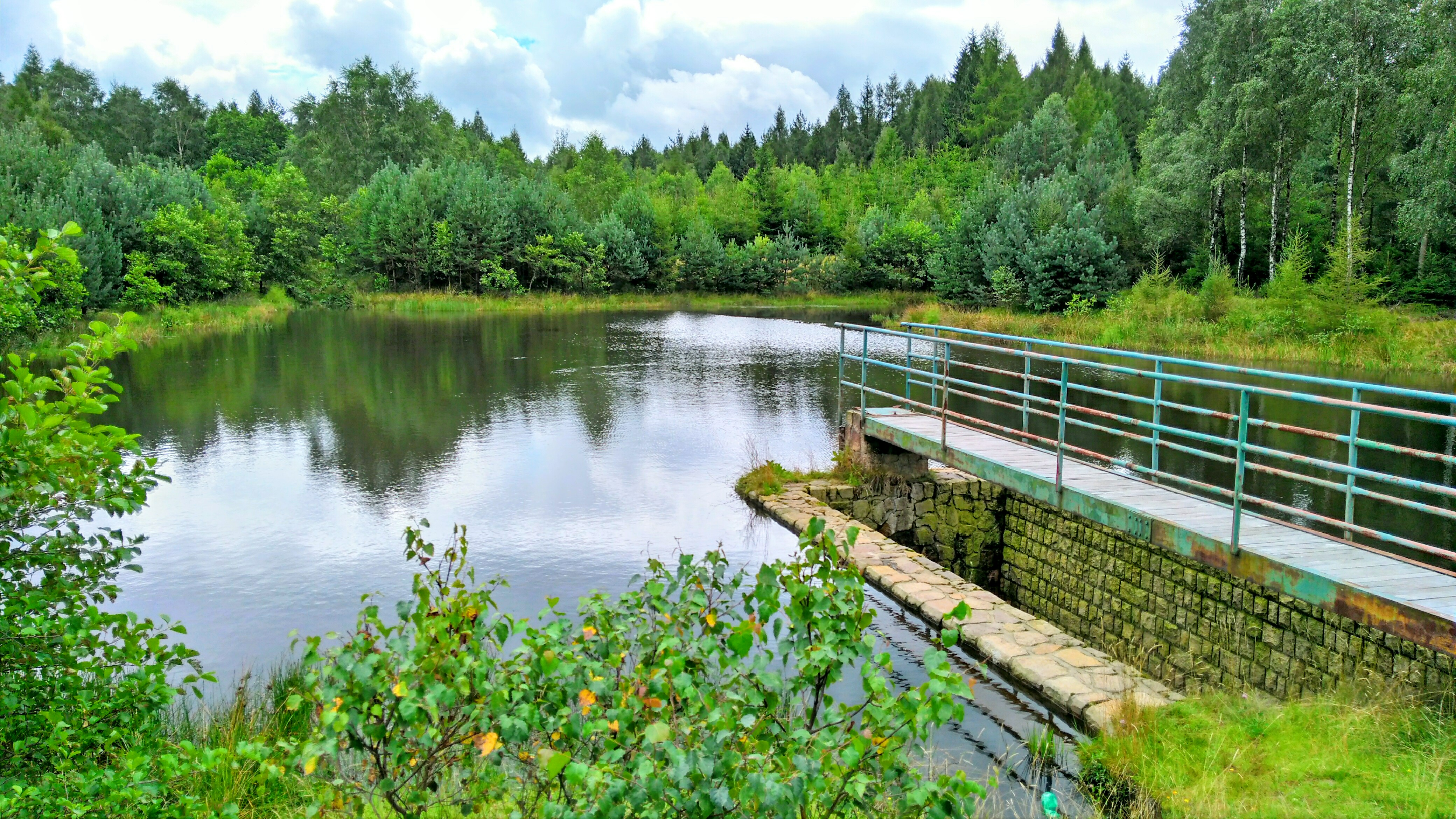
Rybník na Sněžnickém potoce
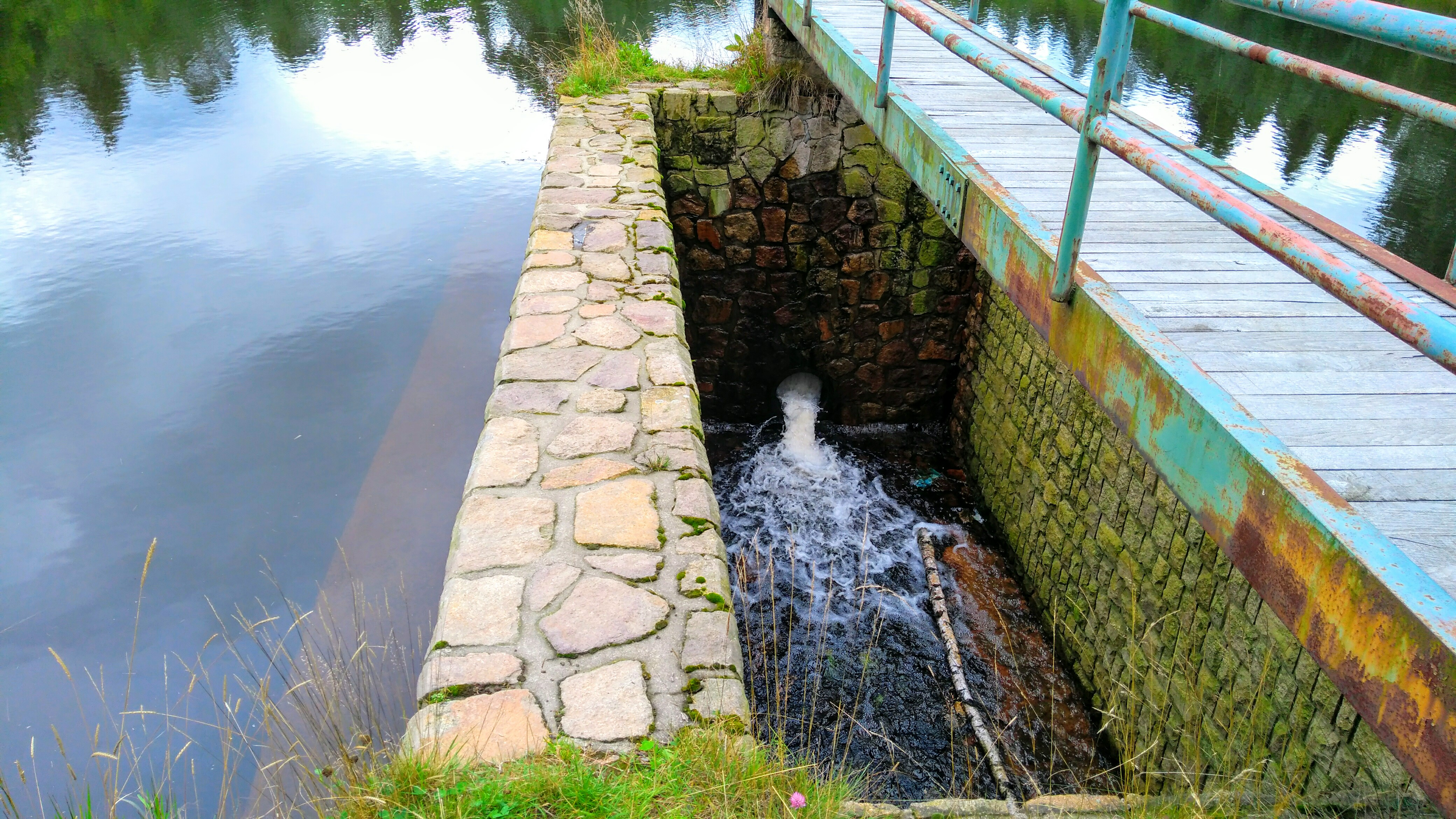
Výpust rybníka